# Курети
Куретите според древногръцката митология били жреци на Зевс на остров Крит. Обредите им били съпровождани с оглушителен шум и танци с оръжие в ръка. По-късно този шум и танци били свръзани с шума, които правели, за да заглушат гласа на младенеца Зевс и така да го спасят от Кронос. За куретите пише Страбон.

## Произход
Има няколко различни мита за това чии деца са куретите. Според Хезиод в „Теогония“ те са от кръвта на Уран и Гея. В други източници се казва, че са деца на Гея. Според Страбон са деца на Гея от Кронос.
Един от куретите се нарича Целмий.